# Tutti matti
Tutti matti è un singolo del cantautore italiano Daniele Silvestri, pubblicato il 5 luglio 2019 come settimo estratto dal nono album in studio La terra sotto i piedi.

## Video musicale
Il videoclip, diretto da Corrado Fortuna e girato a Favignana, è stato pubblicato il 5 luglio 2019 sul canale YouTube del cantante. In esso Silvestri veste i panni di un papà operaio alle prese con la fuga della figlia, interpretata da Viola Tedesco. Inoltre vede la partecipazione anche di Valerio Vannoli (il bambino) e Lele Vannoli (amico di Daniele).